# Parque nacional Amboró
El Parque Nacional y Área Natural de Manejo Integrado Amboró es un área protegida de Bolivia y una de las reservas a nivel mundial con mayor biodiversidad, ya que en sus superficie confluyen 3 diferentes ecosistemas. Se halla ubicado en el centro del país, al oeste del departamento de Santa Cruz. Está en el denominado "Codo de los Andes", lugar en que la cordillera cambia de rumbo en dirección sur. Su margen oeste limita con el parque nacional Carrasco, ubicado en el departamento de Cochabamba.

## Historia
Los inicios del parque nacional Amboró datan desde principios de los 1970s, cuando una sección del Cerro Amboró fue declarada "Reserva Natural Tcnl. Germán Busch" mediante el Decreto Supremo n.º 11254, promulgado el 20 de diciembre de 1973. En el decreto supremo se estableció que contaría con un área de con una superficie de 180 000 hectáreas.
Posteriormente, el 16 de agosto de 1984, el área protegida fue reasignada como parque nacional Amboró mediante Decreto Supremo n.º 20423, promulgado durante el gobierno de Hernán Siles Zuazo. El 11 de octubre de 1991 se amplió mediante el Decreto Supremo n.º 22939 la superficie del Parque Nacional Amboró a 637 600 hectáreas. La última modificación al área del Parque nacional Amboró fue el 3 de octubre de 1995, cuando se promulgó el Decreto Supremo n.º 24137 y se establecieron dos categorías de manejo: “Parque Nacional Amboró” y “Área Natural de Manejo Integrado Amboró”.

## Generalidades
- Ubicación: se encuentra situado en el departamento de Santa Cruz, Bolivia, limitando con el departamento de Cochabamba por el oeste.

Objetivos del Área Natural de Manejo Integrado
- Aprovechar en forma racional y sostenible los recursos naturales por parte de las poblaciones que habitan el ANMI, con miras a obtener mejoras en la calidad de vida mediante los beneficios derivados de la conservación y manejo del Área.
- Proteger las cuencas hidrográficas.
- Proteger los suelos sujetos a utilización agrícola o agroforestal, en especial a través de prácticas tradicionales o tecnologías nuevas apropiadas.
- Promover la recuperación de la vegetación natural y de suelos afectados por procesos erosivos, con el fin de mejorar la calidad de los ecosistemas existentes.
- Contribuir al resguardo del patrimonio cultural y al rescate de las técnicas y sistemas tradicionales de uso de recursos de los habitantes locales.
- Promocionar actividades productivas que se enmarquen en políticas de desarrollo sostenible y que demuestren constituir experiencias no atentatorias a los ecosistemas y sus procesos.
- Brindar oportunidades para la recreación en la naturaleza, el ecoturismo, interpretación y educación ambiental.
- Brindar oportunidades para la investigación científica aplicada al uso y protección de los recursos naturales y al monitoreo ambiental hacia actividades productivas y de recuperación.
- Proteger las áreas de gran biodiversidad representativas de la Provincia Biogeográfica de Yungas, sus ecosistemas, recursos genéticos y especies de flora y fauna amenazadas, endémicas y típicas.
- Proteger las formaciones geomorfológicas y paisajes singulares de las serranías subandinas.
- Proteger las cuencas hidrográficas, en especial sus cabeceras, considerando la elevada pluviosidad que recibe el área y la topografía caracterizada por abruptas pendientes.
- Contribuir al desarrollo local y regional a través de actividades de ecoturismo, recreación en la naturaleza, interpretación y educación ambiental.
- Promover la investigación científica, en particular aquella que contribuya a mejorar el manejo del Área y los recursos naturales en el marco de la legislación vigente.
- Promover el monitoreo de procesos ecológicos.

## Ecorregiones

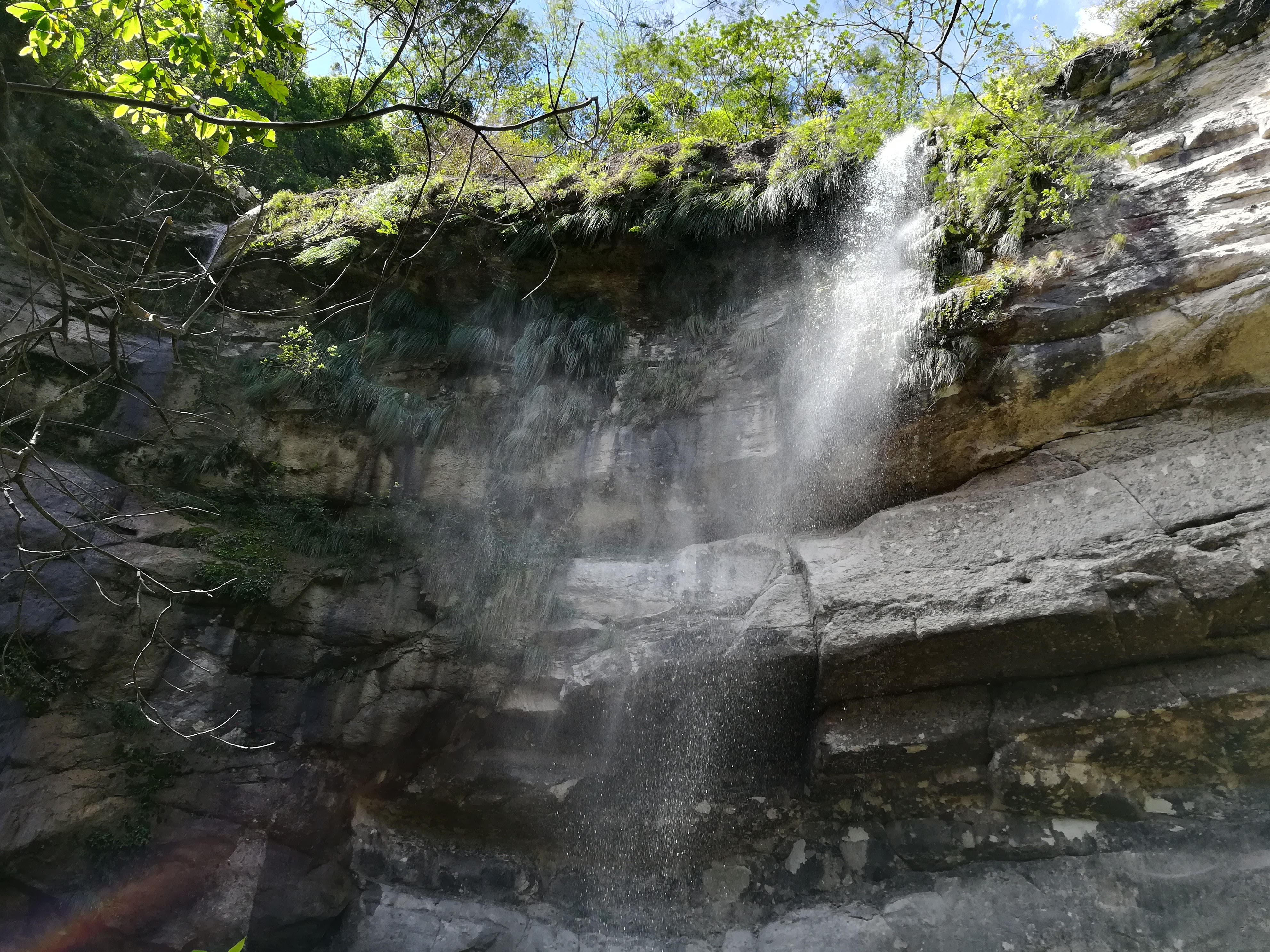
Caída de agua Macuñucú, en el PN Amboró.

Las principales ecorregiones abarcadas por el área protegida son el Bosque Húmedo Montañoso de Yungas, Chaco, Bosques Secos Montanos y los Bosques Nublados.
Por otro lado, el Plan de Manejo del Parque (FAN-TNC 1997) establece las siguientes regiones:
- Bosque húmedo siempreverde estacional. Formación de origen aluvial, la topografía es casi plana y los suelos constituidos por sedimentos recientes de materiales cuaternarios.
- Bosque húmedo del pie de monte. La topografía es ondulada, formando algunas serranías muy bajas de aspecto colinar y valles angostos.
- Bosque pluvial subandino. Las variaciones topográficas son algo complejas debido a la inclinación marcada, siendo una zona de transición entre la llanura y las montañas. Los suelos presentan un buen drenaje.
- Bosque húmedo montañoso de Yungas. Presenta laderas de fuertes pendientes, valles aluviales relativamente amplios y quebradas profundas. Es la zona mejor representada dentro del parque.
- Ceja de Yunga. Ubicado en una zona de laderas, cimas y crestas de fuerte pendiente y quebradas profundas; ocupa sólo una porción mínima del área en algunos filos montañosos expuestos a las nubes entre los 3000 y 3100 m s. n. m.
- Valles Secos Interandinos. Con topografía parcialmente plana y suelos de material cuaternario de origen coluvial y fluvio-lacustre. Se encuentran ubicados en la zona sur del área.

## Flora

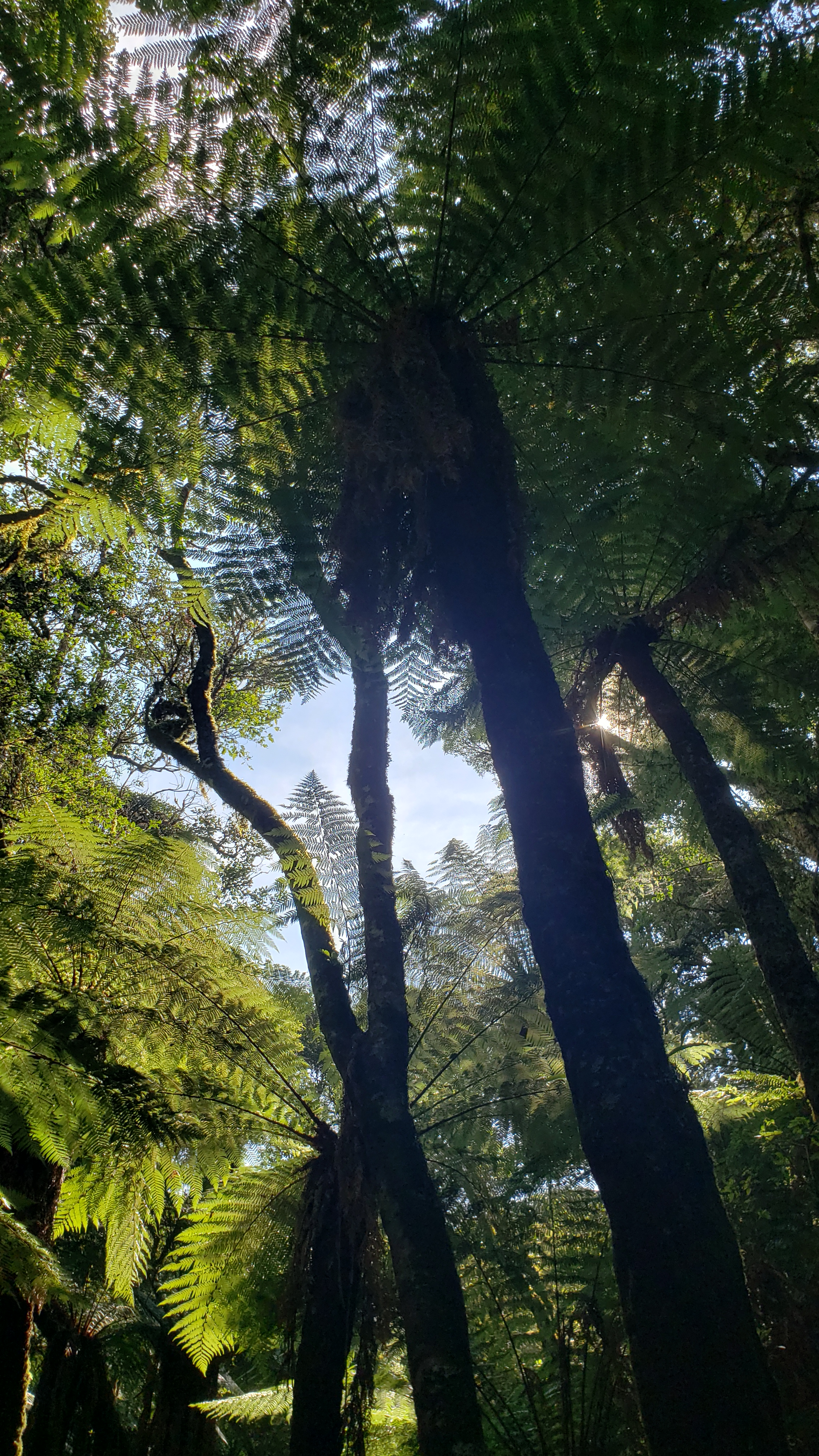
Bosque de los helechos gigantes en el sur del parque Amboró.

El área se caracteriza por poseer una gran diversidad florística a nivel mundial. Existen aproximadamente 3000 especies de plantas registradas para el área. Entre la gran diversidad se destacan numerosas especies de orquídeas, los helechos arbóreos gigantes (Cyathea y Alsophyla) que forman extensos parches. Así como especies económicamente importantes como el pacay (Inga velutina), el asaí (Euterpe precatoria)y el guitarrero (Didymopanax morototoni). Así como especies maderables como la mara o caoba americana (Swietenia macrophylla), el pino de monte (Podocarpus spp.) y el nogal (Juglans boliviana).

## Fauna
En el parque nacional se registran más de 140 especies de mamíferos, entre los que sobresale las 43 especies de murciélagos. Entre los mamíferos grandes encontramos al oso andino o jucumari, el jaguar o tigre americano, al oso bandera (hormiguero), entre otros. Se presenta en el parque un alto nivel de endemismo, 135 especies de reptiles y 173 especies de anfibios entre los cuales 50 especies son sapos. Existen 818 especies de aves, entre las que se encuentran la pava de copete de piedra, y la paraba militar. En el parque sobreviven muchas especies de aves endémicas y amenazadas en otras regiones.

## Recursos genéticos

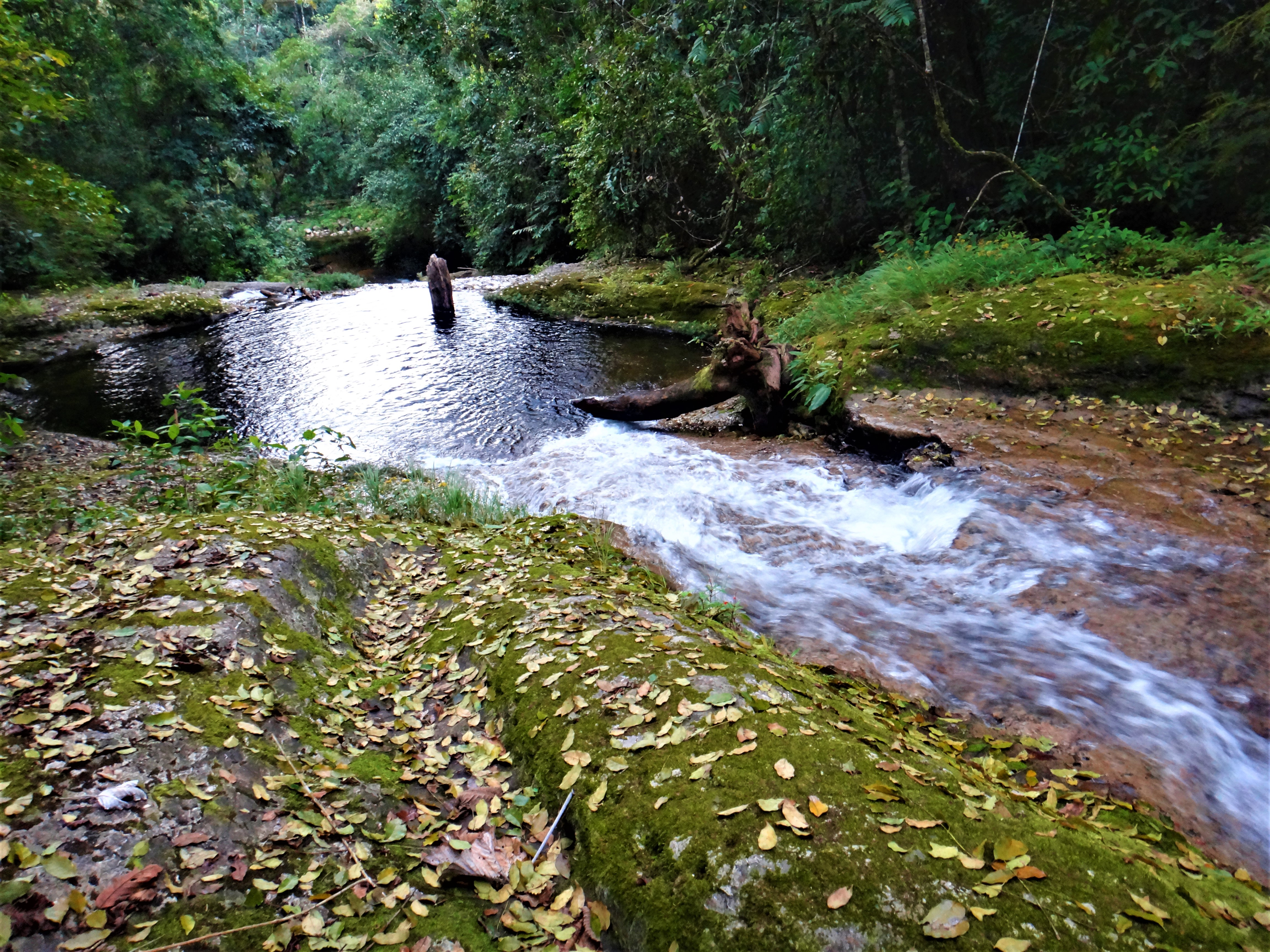
Pozas en el Parque Amboró.

El área constituye en reservorio natural de una gran diversidad de recursos genéticos silvestres propios de ecosistemas tropicales. Y de especies de importancia económica como las maderas finas que están en proceso de extinción comercial.

## Arqueología
Al sur del área protegida, en la zona de influencia, se encuentran las ruinas precolombinas del Fuerte de Samaipata y las pictografías en la comunidad El Tunal.

## Valores escénicos

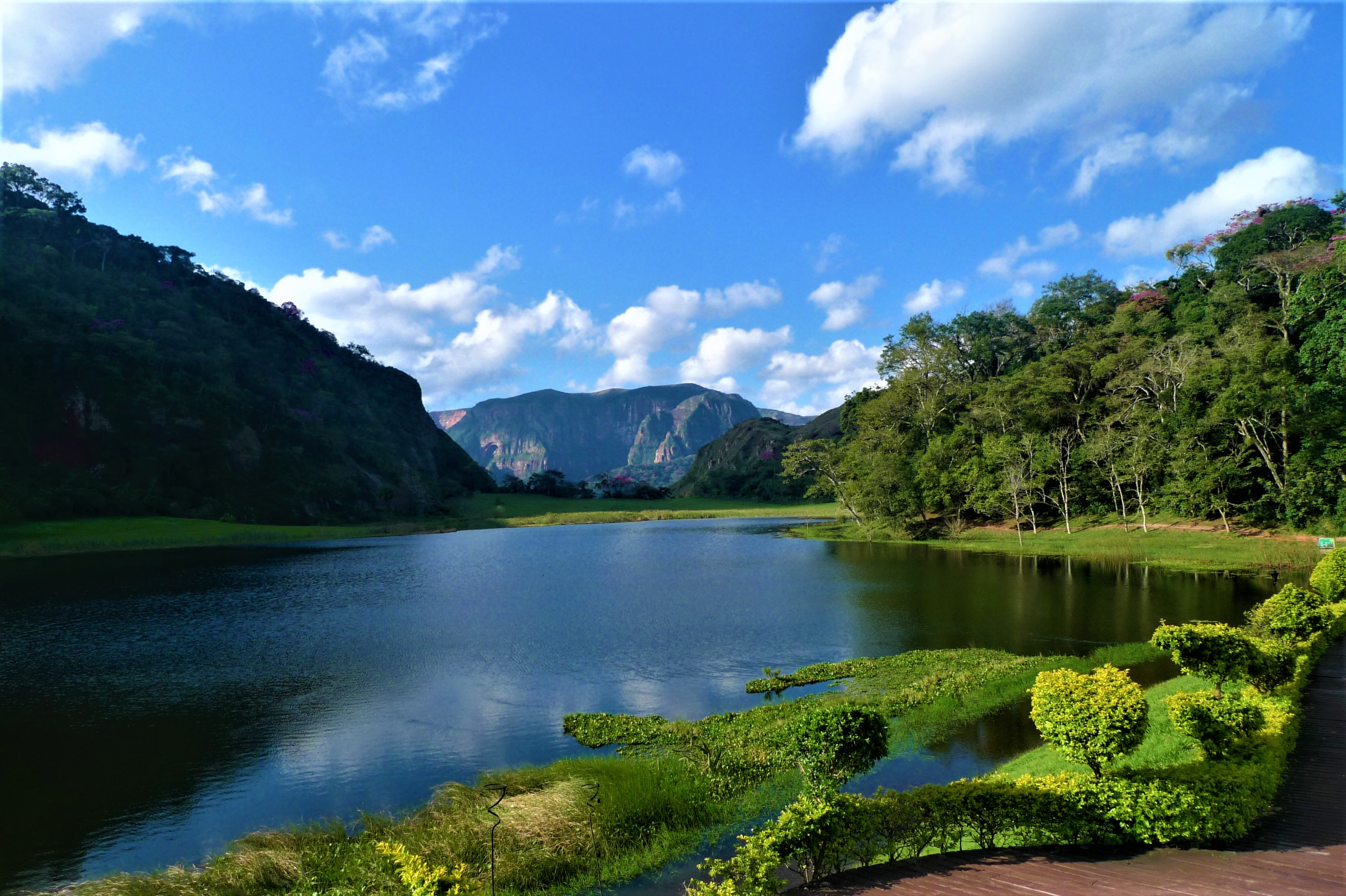
Laguna Volcán, al sur del límite del PN Amboró.

El relieve montañoso de la región y las peculiares formaciones rocosas con valles y cañones profundos conforman un paisaje de gran belleza. A esto se suman los ríos torrentosos y las caídas de agua que confieren al área unas características escénicas sobresalientes.
En la zona norte del área destacan:
- Mataracú: región de singular belleza paisajística. Durante la visita se recorre el bosque húmedo tropical, poblado de diversidad de especies forestales como la mara y especies animales como el melero o el perezoso.
- La Chonta: se encuentra ubicado a 34 km de Buena Vista pasando por el río Surutú, existe un Campamento de Guardaparques, además un complejo Turístico con servicio de guías para visitar las sendas se pueden alquilar caballos.
- Macuñucu: situado a unos 150 km de Santa Cruz y 50 de Buena Vista. De este lugar parten sendas que conducen a los atractivos lugares que existen en el Parque. También es punto de partida para llegar al Cerro Amboró. También existen otros lugares como: El Rodeo, Río Ichilo, San Luis, Saguayo, entre otros.

En la zona sur destacan:
- La Yunga: se encuentra en el bosque húmedo. Se encuentra un gran manchón de helechos gigantes arbóreos.
- La Siberia: el lugar se encuentra en el límite entre Santa Cruz y Cochabamba. La zona se caracteriza por la presencia de plantas epifitas como bromelias y orquídeas que cubren las ramas de los árboles dando al lugar un aspecto único.
- Volcanes: ubicado antes de Bermejo, a 79 km de Santa Cruz de la Sierra. Existe una vista espectacular rodeada de farallones de arenisca roja y con una exuberante flora y fauna además de balnearios naturales.

## Población
Al norte del parque existen asentamientos de colonos provenientes de las tierras altas. La región colindante con el límite sur se encuentra habitada por campesinos de los valles del departamento, mientras que hacia el este se hallan asentadas comunidades indígenas guarayas. Circundan el parque poblaciones como Samaipata, Comarapa al sur, y Buena Vista y Villa Yapacaní al norte.

## Problemas medioambientales
En el parque nacional Amboró hay numerosos problemas medioambientales, como ser el tráfico de madera, la cacería furtiva, y cultivos ilegales de coca. La falta de recursos y logística impide la realización de un mejor control en el parque nacional Amboró por parte de los guardaparques y las autoridades correspondientes.